# Basil Bernstein
Basil Bernstein   (Londres, 1 de novembre de 1924 - Londres, 24 de setembre de 2000) va ser un sociolingüista anglès.
Basil Bernstein va iniciar una recerca sobre els sistemes simbòlics, les relacions socials i l'estructura de l'experiència, que conformen una de les aportacions més rellevants, independents i discutides, de la sociologia del llenguatge. La major part de la seua vida s'orientà cap a l'estudi del llenguatge de les classes populars. Segons Bernstein, la vida social s'articula mitjançantun codi (lingüístic), definit com el principi regulador, adquirit de forma implícita, que selecciona i integra maneres d'actuació. Distingeix dues menes de codi:
• Codi restringit. Està lligat estrictament al context i depèn de les
situacions particulars, també està caracteritzat
per una escassa elaboració verbal de les intervencions del subjecte.
• Codi elaborat. És de tipus universal, no depèn del context. Implica una distància més llarga entre els interlocutors i està emmarcat en l'àmbit de la
reproducció.
Els codis són adquirits individualment mitjançant
l'exposició als agents de socialització i es converteixen en la pauta reguladora de la manera de
comunicar-se i delimiten la interpretació del significat en els actes de parla.
Hi exerceixen un paper important tres agents de socialització: la família, l'escola i el grup d'iguals.
Tot i que alguns autors critiquen que formulà la teoria del dèficit lingüístic, ell ho rebat explícitament. La seua proposta intentava explicar per què els alumnes de classe baixa rendien menys que els seus companys a l'escola: el tipus de llengua que aprenien a casa (més informal, amb menys lèxic i frases compostes i amb poques oportunitats de lectura) no era el que demanaven els professors a l'aula i dificultava la comprensió i expressió dels continguts de l'escola. Aquesta teoria influí molts investigadors durant les dècades dels 70 i 80. Va treballar també en el camp del currículum escolar.
Per a Bernstein la família és un agent de socialització fonamental. En referència als mecanismes de transmissió familiar dels codis, cal tenir present l'existència de dos eixos semàntics bàsics, segons la modalitat de control que presideix les relacions entre els seus membres, i a partir dels quals es poden establir dos tipus essencials d'estructura familiar:
• Control posicional. En famílies amb límits ben definits. Les relacions estan molt jerarquitzades.
• Control personal. Els límits estan més difuminats i el control social es du a terme bàsicament en les relacions interpersonals.
Bernstein argumenta que el sistema social esdevé una semiòtica social,  és a dir, és un sistema de significat potencial, organitzat segons unes normes culturals de comportament que es tradueixen en actuacions significatives, la realització final de les quals pertany a l'ús de la llengua. Sobre el vincle entre estructures típiques, segueix les tesis de Émile Durkheim i les sotmet a proves de tipus empíric. Per altra banda, actualitza les anàlisis de Roger Cousinet, Sagin i Wert sobre la funció constitutiva del llenguatge.
Els seus treballs, allunyats de les concepcions chomskianes, han influït les ciències de l'educació, la sociolingüística i la psicologia evolutiva.

## Obres
- Class, Codes and Control (I): Theoretical studies towards a sociology of language (1971).
- Class, Codes and Control (II): Applied studies towards a sociology of language (1973).
- Selection And Control (1974), amb Walter Landis.
- Class, Codes and Control (III): Towards a theory of educational transmission (1975).
- Class, Codes and Control (IV): The structuring of pedagogic discourse (1990).
- Social Class, Language and Communication, amb Dorothy Henderson.
- Pedagogy, Symbolic Control and Identity (1996 / 2000 segona edició).